# Doriano Tosi
Doriano Tosi (Sorbolo, 14 aprile 1953) è un dirigente sportivo italiano.

## Carriera
La sua vita sportiva inizia come calciatore negli anni cinquanta, quando veste la maglie del Sorbolo, la squadra del suo paese d'origine, che milita in Prima Categoria. Nel 1973 inizia a lavorare per l'Immergas ed è costretto ad abbandonare il calcio giocato; in quest'azienda si mette in mostra come addetto alla funzione commerciale, all'amministrazione ed alla spedizione, così il Presidente del Brescello, Romano Amadei, gli affida la gestione tecnico-amministrativa della squadra (1984-1985).
Con la squadra raggiunge una promozione in Serie C1 - la prima della sua storia - nel 1995, mentre nel 1998 passa al Chievo come osservatore. Nel 1999 inizia a lavorare per il Modena. Presa la nuova squadra in Serie C1, ottiene prima una promozione diretta in Serie B vincendo il campionato di C1 e la Supercoppa di Lega, e poi la promozione in Serie A a trentotto anni di distanza dall'ultima volta. Dal 2000 al 2002 assunse, oltre al ruolo di direttore sportivo, anche quello di direttore generale del Modena. Lascia la squadra emiliana a fine 2002 dimettendosi in seguito ad una contestazione dei tifosi.
Nel 2003, per otto mesi, lavora per il Parma, tornando poi al Modena e rimanendoci fino al 2006, quando in seguito ad incomprensioni con la società, rassegnò una seconda volta le dimissioni. Segue un'altra breve avventura al Torino, seguita da una terza esperienza coi canarini, dal 2007 al 2008. Prima dell'inizio della stagione 2008-2009 lascia definitivamente il Modena, e nel 2009 si accasa al Padova, portato in Serie B attraverso i play-off di Lega Pro Prima Divisione e lasciato a fine stagione.
Nel 2010 è dirigente della Sampdoria, con la quale retrocede nel 2011. A fine stagione rescinde il contratto che lo legava ai blucerchiati. Dal 2012 al 2014 torna al Chievo sempre come osservatore. Dal 2014 al 2018 è DG del Lentigione in Eccellenza, col quale ottiene subito la promozione in Serie D. Nel giugno 2017 passa per sole due settimane alla Reggiana.
Nel 2018 inizia una quarta esperienza come direttore sportivo nel nuovo Modena post fallimento, inizialmente con anche delle quote in società. A fine stagione lascia la società canarina per approdare per una seconda volta alla Reggiana.
Ad inizio giugno 2022, di comune accordo con la società, decide di lasciare la società granata.